# British Land
Die British Land Company plc, gelistet an der London Stock Exchange im FTSE 250 Index, ist eines der größten Immobilien- und Investmentunternehmen in Großbritannien. Der Hauptsitz des 1856 gegründeten Unternehmens befindet sich in London am Regent’s Park.
Mehr als die Hälfte des Portfolios von British Land ist in Einzelhandelsgeschäften wie etwa Meadowhall Einkaufszentrum in Sheffield investiert. Ebenso besitzt es eine große Anzahl an Grundstücken, die an Einzelhandelsunternehmen wie Tesco, Sainsbury’s und ASDA verpachtet wurden. Des Weiteren gehören Grundstücke im Zentrum von London wie beispielsweise Broadgate Estate nahe der Liverpool Street Station und Regent’s Place und der Euston Tower nahe der Euston Station zu British Land.